# 王涛 (林学家)
王涛（1936年6月1日—2011年8月10日），女，山东胶县人，中国森林培育工程专家。

## 生平
1959年毕业于北京林学院。1994年当选为中国工程院院士。
1998年3月，第九届全国人大第一次会议上，他当选全国人民代表大会常务委员会委员。